# Avant de nous dire adieu
«Avant de nous dire adieu» (lit. “Antes de decirnos adiós”) es una canción interpretada por la cantante estadounidense Jeane Manson. Fue publicada en julio de 1976 como el sencillo principal de su primer álbum de estudio homónimo.

## Rendimiento comercial
«Avant de nous dire adieu» se convirtió en un éxito comercial en Francia, alcanzando el puesto #6 en las listas de sencillos franceses. En Bélgica, el sencillo alcanzó el puesto #1 en el Ultratop de Valonia y el #9 en el Ultratop de Flandes.
«Avant de nous dire adieu» se convirtió en el cuarto sencillo más vendido de Francia en 1976, con un total de más de 600.000 copias vendidas y fue certificado disco de oro por el Institut français d'opinion publique.

## Posicionamiento

### Gráfica semanal
| Gráfica (1976)                          | Pico de posición |
| --------------------------------------- | ---------------- |
| Bélgica (Flandes) (Ultratop 50 Singles) | 9                |
| Bélgica (Valonia) (Ultratop 50 Singles) | 1                |
| Francia (IFOP)                          | 6                |
| Países Bajos (Nederlandse Top 40)       | 12               |
| Países Bajos (Single Top 100)           | 12               |

### Gráfica de fin de año
| Gráfica (1976)                          | Pico de posición |
| --------------------------------------- | ---------------- |
| Bélgica (Flandes) (Ultratop 50 Singles) | 52               |
| Francia (IFOP)                          | 4                |

## Certificaciones y ventas
| País           | Certificación | Ventas  |
| -------------- | ------------- | ------- |
| Francia (IFOP) | Oro           | 500,000 |